# Проценко, Владимир Трофимович
Владимир Трофимович Проценко (Бида) (1890 — 29.12.1921) — анархист, повстанческий командир, участник махновского движения.

## Биография
Родился в семье мельника в с. Новоспасовке, Мариупольского уезда, Екатеринославской губернии.
В 1910 году присоединился к Новоспасовской группе анархистов. Работал помощником паровозного машиниста, слесарем.
В 1918 году принимал участие в антигетьманском восстании. В частях РПАУ командовал ротой.
В конце 1919 года Владимир был комендантом 2-го Азовского корпуса РПАУ.
С июля 1920 г. — секретарь оперативного отдела Совета Революционных Повстанцев Украины (махновцев).
29 декабря 1921 года расстрелян ЧК.